# Bertrand Planes
 (mai 2012).
Si vous disposez d'ouvrages ou d'articles de référence ou si vous connaissez des sites web de qualité traitant du thème abordé ici, merci de compléter l'article en donnant les références utiles à sa vérifiabilité et en les liant à la section « Notes et références ».
Bertrand Planes est un artiste français né en 1975 à Perpignan qui vit et travaille à Paris.
Bertrand Planes est un ancien étudiant de l'École nationale supérieure des arts décoratifs et de l'École supérieure d'art de Grenoble.

## Démarche
Bertrand Planes puise dans les sciences et les outils informatiques pour mettre en scène des objets détournés de leur fonction utilitaire. Le pixel, le traitement de données ou les sources lumineuses utilisés dans ses installations lui permettent de créer un monde avec ses propres lois, emprunt de poésie, versant parallèle et critique de notre univers connecté et numérisé. Il redessine, corrige constamment notre univers afin d’y remettre l’Homme au centre avec toutes ses imperfections, sa sensibilité et sa matière. 
Sa dernière exposition solo a eu lieu à la galerie Laurence Bernard (Geneve)
Ses dernières expositions collectives ont eu lieu à la New galerie (Paris), FIAC (Paris) à la biennale de Moscou (fondation Ekaterina), au Maif Social Club (Paris) au FRAC PACA.
Les œuvres de Bertrand Planes empruntent à la technologie et surtout à ses  utilisations, causes et conséquences sociales. Elles constituent autant de plate-forme impliquant souvent un développement participatif et un cadre de monstration élargi. Parmi ceux-ci : le CNRS, le Citu (Paris 8), l’École Normale Supérieure (Paris), Le médialab (Sciences Po Paris) l'Université Paris 1 Sorbonne, ou des entités comme Emmaüs, le Bon Marché, Citroën, Aéroport de Paris ou le temple Zen de Kyoto… 

## RéalisationsSélection
Il crée en 1999 avec Barbara Vaysse la griffe de vêtement Emmaüs dont la signature avec son président de l’époque Martin Hirsch et les défilés organisés par la suite trouvent écho dans la presse nationale et internationale. Il considère alors le vêtement comme un matériau brut, il propose la matière vestimentaire non utilisée par l’association Emmaüs à de jeunes stylistes. Il organisera des défilés-performance jusqu’en 2004.
En 2004, il met au point et brevète un vibromasseur audio, un vibromasseur connecté à une prise jack audio : les vibrations sont la retranscription fidèle de la source sonore. Il organise par la suite plusieurs live, certains diffusés sur Paris Dernière, pendant lesquels il expérimente des fréquences auxquelles le corps pourrait être sensible. Il développera ensuite sa recherche afin de proposer sous forme quantifiée une base de données permettant l’accès à l’orgasme.
S’interrogeant sur l’effet subliminal que pourrait avoir la compression vidéo numérique il développe en 2005 avec le chercheur au CNRS Christian Jacquemin un encodeur vidéo "Divx Prime" permettant d’insérer et de maitriser des bugs graphiques lors de la compression et ainsi de considérer les artéfacts liés à l’usage d’un compresseur comme un simple effet graphique, démarche qui préfigure le mouvement artistique du data moshing.
Invité en 2006 à représenter la France à la Biennale de La Paz, il propose mar:3D en réponse à la perte de l’accès à la mer de la Bolivie au profit du Chili pendant la guerre du Pacifique : il imagine un système de projection relief permettant l’insertion de l’ombre du spectateur en temps réel qu’il met au point avec le CNRS. Il invite plusieurs boliviens à se rendre à Antofagasta -ancien port bolivien- pour choisir et capturer en vidéo un plan séquence du rivage. 
La même année il imagine un système de projection vidéo basé sur les expériences effectuées lors d’un workshop avec les étudiants chercheurs du CNRS à Orsay en banlieue parisienne, il appelle “bumpit!” cette démarche, en référence au bump mapping, il s’agit du début d’une longue série d’installations et d’une pratique nouvelle dont il est l'un des précurseurs qui est désormais connue sous le terme video mapping .

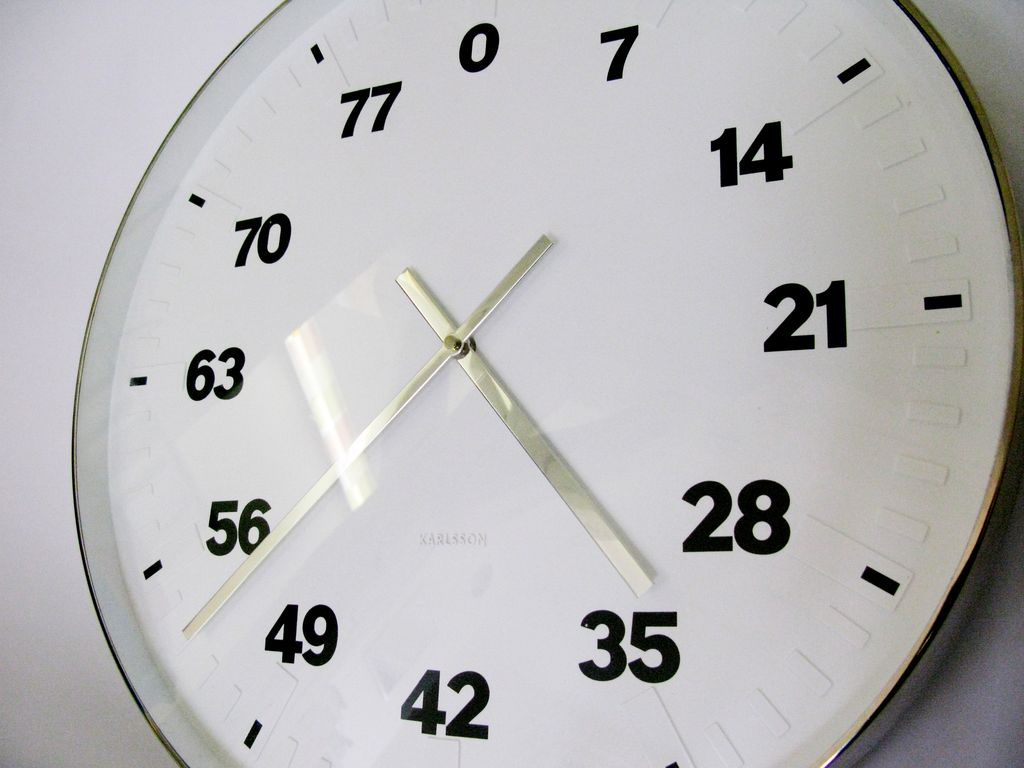

En 2007 il imagine et réalise la Life Clock présente désormais dans la collection Antoine de Galbert, une horloge dont le mécanisme est ralenti 61 320 fois afin que l’aiguille des heures ne fasse un tour de cadran que tous les 84 ans, soit un tour dans une vie, en se basant sur l’espérance de vie la plus élevée sur la planète à l'époque.
En 2011 Planes rejoint Moscou à Vladivostok lors d’une tournée d’expositions dans toute la Russie, une performance qui intègre le programme de la biennale de Moscou, et qu’il réalisera en voiture durant 13 500 km.
Bertrand Planes est résident de la résidence Villa Kujoyama à Kyoto durant l'été 2017.
En 2019 il élabore un nouveau dispositif, inspiré de l'IoT basé sur la modification de balises solaires de jardin qu'il rend pilotable à distance: poème en morse. Il l'installe dans le massif de l'Annapurna  après une marche d'approche solo de plusieurs semaines.